# Robaki (album)
Robaki – drugi album studyjny zespołu Luxtorpeda, wydany 9 maja 2012 roku.
Na początku grudnia 2011 roku grupa udostępniła za pośrednictwem swojego kanału na portalu YouTube wersje demo dwóch utworów, które znalazły się na albumie – Mowa trawa oraz Fanatycy. Pod koniec kwietnia 2012 zespół opublikował zawartość całej płyty w YouTube. Jednocześnie rozpoczęła się jej przedsprzedaż w Allegro. Według portalu Wiadomosci24.pl pierwszy rzut 200 płyt został wykupiony w kilka sekund, co miało doprowadzić do chwilowej blokady serwerów Allegro. W rocznym podsumowaniu sprzedaży album zajął 16 miejsce.
Na płycie znalazła się nowa wersja utworu grupy Pięć Dwa Dębiec pt. Gdzie Ty jesteś?.
Na okładce płyty znajduje się grafika przedstawiająca kowala bezskrzydłego.

## Lista utworów
Opracowano na podstawie materiału źródłowego.
| CD 1 | CD 1               | CD 1                | CD 1       | CD 1    |
| Nr   | Tytuł utworu       | Tekst               | Muzyka     | Długość |
| ---- | ------------------ | ------------------- | ---------- | ------- |
| 1.   | „Pies Darwina”     | Friedrich, Frencel  | Luxtorpeda | 2:25    |
| 2.   | „Serotonina”       | Friedrich, Frencel  | Luxtorpeda | 3:09    |
| 3.   | „Amnestia”         | Friedrich, Frencel  | Luxtorpeda | 3:56    |
| 4.   | „Wilki dwa”        | Friedrich, Frencel  | Luxtorpeda | 3:38    |
| 5.   | „Tu i teraz”       | Friedrich, Frencel  | Luxtorpeda | 4:09    |
| 6.   | „Mowa trawa”       | Friedrich, Frencel  | Luxtorpeda | 2:01    |
| 7.   | „Gimli”            | Friedrich, Frencel  | Luxtorpeda | 5:07    |
| 8.   | „Raus”             | Friedrich, Frencel  | Luxtorpeda | 4:02    |
| 9.   | „Tajne znaki”      | Friedrich, Frencel  | Luxtorpeda | 3:15    |
| 10.  | „Fanatycy”         | Friedrich, Frencel  | Luxtorpeda | 4:11    |
| 11.  | „Robaki”           | Friedrich, Frencel  | Luxtorpeda | 3:09    |
| 12.  | „Hymn”             | Friedrich, Frencel  | Luxtorpeda | 3:59    |
| 13.  | „Gdzie Ty jesteś?” | Frencel, Paczkowski | Luxtorpeda | 5:49    |
|      |                    |                     |            | 48:50   |

| CD 2 | CD 2                              | CD 2    | CD 2                                            | CD 2    |
| Nr   | Tytuł utworu                      | Tekst   | Muzyka                                          | Długość |
| ---- | --------------------------------- | ------- | ----------------------------------------------- | ------- |
| 1.   | „Pies Darwina” (instrumental)     |         | Friedrich, Frencel, Krzyżaniak, Kmiecik, Drężek | 2:24    |
| 2.   | „Serotonina” (instrumental)       |         | Friedrich, Frencel, Krzyżaniak, Kmiecik, Drężek | 3:07    |
| 3.   | „Amnestia” (instrumental)         |         | Friedrich, Frencel, Krzyżaniak, Kmiecik, Drężek | 3:58    |
| 4.   | „Wilki dwa” (instrumental)        |         | Friedrich, Frencel, Krzyżaniak, Kmiecik, Drężek | 3:40    |
| 5.   | „Tu i teraz” (instrumental)       |         | Friedrich, Frencel, Krzyżaniak, Kmiecik, Drężek | 3:56    |
| 6.   | „Mowa trawa” (instrumental)       |         | Friedrich, Frencel, Krzyżaniak, Kmiecik, Drężek | 2:01    |
| 7.   | „Gimli” (instrumental)            |         | Friedrich, Frencel, Krzyżaniak, Kmiecik, Drężek | 5:08    |
| 8.   | „Raus” (instrumental)             |         | Friedrich, Frencel, Krzyżaniak, Kmiecik, Drężek | 4:02    |
| 9.   | „Tajne znaki” (instrumental)      |         | Friedrich, Frencel, Krzyżaniak, Kmiecik, Drężek | 3:10    |
| 10.  | „Fanatycy” (instrumental)         |         | Friedrich, Frencel, Krzyżaniak, Kmiecik, Drężek | 4:11    |
| 11.  | „Robaki” (instrumental)           |         | Friedrich, Frencel, Krzyżaniak, Kmiecik, Drężek | 3:08    |
| 12.  | „Hymn” (instrumental)             |         | Friedrich, Frencel, Krzyżaniak, Kmiecik, Drężek | 3:58    |
| 13.  | „Gdzie Ty jesteś?” (instrumental) |         | Friedrich, Frencel, Krzyżaniak, Kmiecik, Drężek | 5:47    |
| 14.  | „Za wolność” (Luboń live)         |         | Friedrich, Frencel, Krzyżaniak, Kmiecik, Drężek | 4:54    |
| 15.  | „7 razy” (Woodstock live)         |         | Friedrich, Frencel, Krzyżaniak, Kmiecik, Drężek | 6:33    |
| 16.  | „3000 świń” (demo 2010)           |         | Friedrich, Frencel, Krzyżaniak, Kmiecik, Drężek | 3:52    |
| 17.  | „Za wolność” (demo 2010)          |         | Friedrich, Frencel, Krzyżaniak, Kmiecik, Drężek | 4:45    |
| 18.  | „W ciemności” (demo 2010)         |         | Friedrich, Frencel, Krzyżaniak, Kmiecik, Drężek | 4:30    |
| 19.  | „Komboje”                         | Kmiecik | Friedrich, Frencel, Krzyżaniak, Kmiecik, Drężek | 1:02    |
|      |                                   |         |                                                 | 1:14:06 |

## Twórcy
Opracowano na podstawie materiału źródłowego.
Zespół Luxtorpeda w składzie
- Robert "Litza" Friedrich – wokal prowadzący, wokal wspierający, gitara, miksowanie, produkcja
- Przemysław "Hans" Frencel – wokal prowadzący
- Tomasz "Krzyżyk" Krzyżaniak – perkusja, wokal wspierający
- Krzysztof "Kmieta" Kmiecik – gitara basowa, wokal wspierający
- Robert "Drężmak" Drężek – gitara, wokal wspierający

Muzycy sesyjni
- Maciej Jahnz – gitara
- Mateusz "Brat Patefon" Stachowski – wokal wspierający
- Anna Witczak – wokal
- Paweł "Deep" Paczkowski – wokal
- Jakub Biegaj – wokal wspierający, inżynieria dźwięku, miksowanie, realizacja
- Aleksandra "Acidolka" Mielińska – Waltornia

Produkcja
- Adam Toczko – miksowanie
- Piotr "Dziki" Chancewicz – miksowanie
- Przemek Nowak – miksowanie
- Alan Silverman – mastering
- Łukasz Olejarczyk – inżynieria dźwięku, realizacja
- Zuch – oprawa graficzna
- Mateusz "Mateo" Otręba – oprawa graficzna
- Jatzek Gulczyński – okładka